# Праслово
Праслово — село у складі міського поселення Клин Клинського району Московської області Російської Федерації.

## Розташування
Село Праслово входить до складу міського поселення Клин, воно розташовано на березі річки Сестра, на захід від міста Клин.

## Населення
Станом на 2010 рік у селі проживало 131 людина